# Скорачево (Куявсько-Поморське воєводство)
Скорачево (пол. Skoraczewo) — село в Польщі, у гміні Сошно Семполенського повіту Куявсько-Поморського воєводства.
Населення — 172 особи (2011).
У 1975-1998 роках село належало до Бидгощського воєводства.

## Демографія
Демографічна структура станом на 31 березня 2011 року:
|          | Загалом | Допрацездатний вік | Працездатний вік | Постпрацездатний вік |
| -------- | ------- | ------------------ | ---------------- | -------------------- |
| Чоловіки | 85      | 20                 | 58               | 7                    |
| Жінки    | 87      | 23                 | 45               | 19                   |
| Разом    | 172     | 43                 | 103              | 26                   |